# Reserva Natural do Pico da Vara
A Reserva Natural do Pico da Vara, instituída pelo Decreto Legislativo Regional n.º 19/2008/A de 8 de julho, localiza-se no Pico da Vara, concelho do Nordeste, na ilha açoriana de São Miguel. Foi inicialmente criada como Reserva Florestal Natural Parcial do Pico da Vara pela Portaria Nº 9/1991 de 19 de Fevereiro, tendo como uma das principais funções delimitar uma área de protecção ao priolo, dado o extremo perigo de extinção em que este pássaro se encontrava e que agora se encontra em recuperação. Para além da fauna, atualmente protege ainda espécies da flora como Erica azorica (Urze), Vaccinium cylindraceum (Uva-da-Serra), Juniperus brevifolia (Cedro-do-Mato) e Laurus azorica (Louro).
Esta reserva ocupa uma vasta área e tem como elevações mais altas nas suas proximidades o Pico da Vara, a Malhada, o Rechão das Vacas o Espigão Dois Bois, o Planalto dos Graminhais e a Serra da Tronqueira.